# أنتون روبنشتاين
أنتون روبنشتاين Anton Grigorevich Rubinstein (بالروسية: Антóн Григóрьевич Рубинштéйн) ولد في 28 نوفمبر 1829 وتوفي 20 نوفمبر 1894 بالقرب من سانت بطرسبرغ، كان ملحنًا وعازف بيانو روسيًا وهو أخ الملحن وعازف البيانو نيكولاي روبنشتاين.

## طفولته
تلقى روبنشتاين في موسكو أول درس للبيانو والتلحين من عند والدته، وفي سن الخامسة استطاع أن يلحن أول مقطوعة موسيقية له، وبسبب موهبته الاستثنائية تلقى ابتداء من عام 1837 دروسا مجانية عند ألكسندر فيلونغ

## أول حفلاته وجولاته
في 11 يوليو عام 1839 قدّم أول حفلة له للجمهور في موسكو مع أعمال كل من هوميل، هينزيلت، تالبرغ، ليزتست، وكان آنذاك يبلغ من العمر تسع سنوات، وفي العام التالي 1840 قام بأولى جولاته الخارجية مع معمله ألكسندر فيلونغ إلى باريس وهناك تعرف على فرانس ليزتست.
مع النجاح الذي حققه في باريس تشجع روبنشتاين للقيام بجولات موسيقية أخرى في مختلف الدول الأوروبية مثل بريطانيا، هولندا، سويسرا وألمانيا.

## التدريب في برلين
بين عامي 1844 و 1846 عاش روبنشتاين مع والدته وأخويه نيكولاي وفيلونغ في برلين.
بعد الإفلاس الاقتصادي ووفاة الوالد واجهت العائلة ابتداء من عام 1846 صعوبات مالية مما ألزمهم للعودة مرة أخرى إلى موسكو، أما أنتون فحاول العمل في فيينا كفنان مستقل من خلال عزف الموسيقى في الشوارع.

## روابط خارجية
- أنتون روبنشتاين على موقع IMDb (الإنجليزية)
- أنتون روبنشتاين على موقع الموسوعة البريطانية (الإنجليزية)
- أنتون روبنشتاين على موقع ألو سيني (الفرنسية)
- أنتون روبنشتاين على موقع ميوزك برينز (الإنجليزية)
- أنتون روبنشتاين على موقع إن إن دي بي (الإنجليزية)
- أنتون روبنشتاين على موقع أول ميوزيك (الإنجليزية)
- أنتون روبنشتاين على موقع ديسكوغز (الإنجليزية)
- أنتون روبنشتاين على موقع كينوبويسك (الروسية)